# راي يونغ بير
راي يونغ بير (بالإنجليزية: Ray Young Bear)‏ هو شاعر أمريكي، ولد في 1950.